# Wilhelm Dilthey
Wilhelm Dilthey, född 19 november 1833 i Biebrich, död 1 oktober 1911 i Seis am Schlern var en tysk filosof, historiker, psykolog och sociolog. Han var bror till arkeologen Karl Dilthey.

## Biografi
Dilthey studerade för Kuno Fischer vid universitetet i Heidelberg, och för bland andra Leopold von Ranke vid universitetet i Berlin, där han även promoverades 1864. Dilthey var professor i filosofi i Basel (1866), Kiel (1868), Breslau (1871) och 1882–1905 i Berlin. I Schleiermachers efterföljd var han en företrädare för hermeneutiken, men gjorde vid sidan av teorin även bidrag till metafysiken, etiken, filosofins historia, idéhistorien, epistemologin och livsfilosofi.

## Vetenskaplig gärning
Bland hans huvudverk finns Leben Scheiermachers (1870) och Einleitung in die Geisteswissenschaften (1883). Till sitt studium av Schleiermacher myntade han termen den "hermeneutiska cirkeln". Han utgick från historiska studier, och han gjorde det till sin huvuduppgift att inom den filosofiska tankebildningen skaffa de humanistiska vetenskaperna deras rätt gentemot den samtida ensidigt naturvetenskapliga bildningsriktningen. 
Filosofins grundval är, menar Dilthey, "självbevisningen", varigenom människan kommer till medvetande om sitt enhetliga väsen, vilket är söndrat i de olika livssfärerna och historiens skeden. Psykologin blir därmed filosofins grunddisciplin. Dess kunskapsart skiljer sig från naturvetenskapernas genom att det primärt givna inom dess område, är enheten och sammanhanget, inte den mekaniska mångfalden. Han har ett ambivalent förhållande till Descartes, vars medvetandefilosofi han delar, men blandar denna med teorier som bygger på historism, det språkligt begreppsliga, kulturella och sociala, varigenom han lägger fram en egenartad "livsfilosofi", där begreppet Weltanschauung, världsåskådning, har bevarats i sin tyska form i flera andra europeiska språk.
Denna livsfilosofi kom att få inflytande över bildandet av fenomenologin, genom Martin Heidegger och den senare existensfilosofin. Bland övriga tänkare som tagit intryck av honom finns i första rummet Max Weber, Karl Jaspers, Otto Friedrich Bollnow och Jürgen Habermas; den senare kämpade såsom hans efterföljare i den så kallade "Positivismusstreit" som utspelades i Tyskland under 1960-talet.
Dilthey ledde utgivningen av den första fullständiga utgåvan av Immanuel Kants skrifter, som beställdes av vetenskapsakademien i Berlin.